# Cambra anecoica de Microsoft
La cambra anecoica de Microsoft és la sala més silenciosa del món segons el Llibre Guiness dels rècords. Es troba en l'Edifici 37 de les oficines de Microsoft a Washington, els Estats Units i va ser dissenyada principalment per Hundraj Gopal, científic especialista en la parla i l'audició. Va demorar gairebé dos anys dissenyar i construir la cambra. Fins i tot va prendre gairebé vuit mesos trobar un edifici prou silenciós com per a albergar-la.

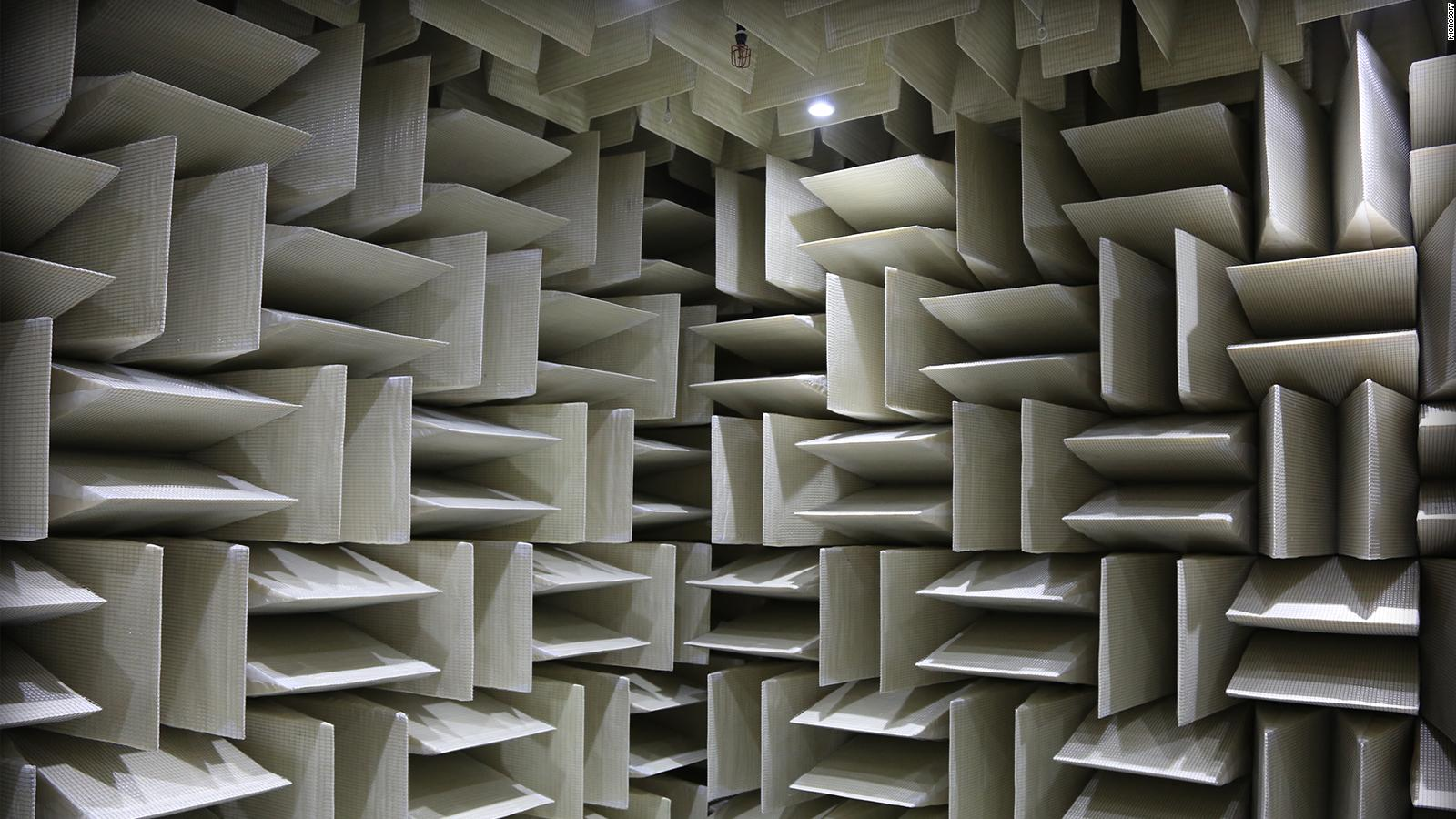
Cambra anecoica en l'Edifici 37 de les oficines de Microsoft.

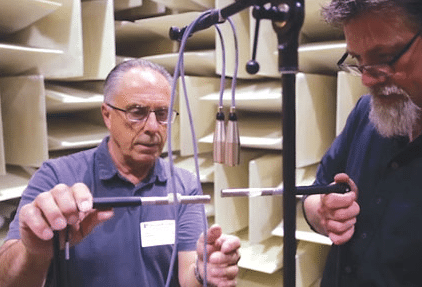
Hundraj Gopal muntant la cambra anecoica.

A aquesta classe de cambres se'n diu "anecoiques" perquè no produeixen ressons.

## Descripció
La cambra anecoica és un cub que mesura 6,36 metres en cada costat. Per a aconseguir el silenci extrem, la cambra aquesta dissenyada com una ceba que l'aïlla del món exterior.
Aquesta feta de sis capes de formigó i acer. Al voltant de la sala hi ha una paret de 30 centímetres d'ample. Jeu sobre un conjunt de ressorts que esmorteeixen les vibracions. A l'interior hi ha uns tascons de fibra de vidre muntades sobre el sòl, les parets i el sostre per a interrompre les ones de so abans que puguin rebotar. El sòl és un matriu de cables suspesos que absorbeixen el so de les trepitjades. Es van aïllar també les canonades d'alimentació dels ruixadors contra incendis i del sensor d'alarma; els conductes d'aire i la ventilació es van folrar amb material absorbent addicional.
El soroll de fons d'aquesta sala és tan baix que s'acosta al llindar més baix segons les teories matemàtiques: el zero absolut del so. El següent nivell és el buit, l'absència de so. A més, s'apaguen totes les llums per a crear silenci auditiu i visual, sense soroll sensorial.

## Sensacions
"Quan entres en la cambra, immediatament sents una sensació estranya i única, difícil de descriure", va escriure Hundraj Gopal. Per a la majoria de les persones, la falta de soroll és eixordadora; senten una sensació d'embotornament en les oïdes o brunzits. Els sons molt febles es tornen audibles perquè el soroll ambiental és excepcionalment baix. En girar el cap, es pot sentir com gira. Es pot sentir la pròpia respiració.

## Usos
Aquesta cambra no està oberta al públic, però sí a recerques i experiments.
Han examinat el soroll del teclat, buscant els materials per a realitzar més o menys soroll. Els amplificadors també es posen a prova en el laboratori a la recerca de qualsevol distorsió o retallada de les freqüències. El rendiment dels micròfons en els productes també pot ser provat d'una manera similar. Els enginyers també han estat utilitzant la càmera per a provar l'acompliment de noves tecnologies, com l'assistent d'intel·ligència artificial Cortana de Microsoft.
L'equip també ha rebut una sèrie de sol·licituds d'investigadors que volen utilitzar la cambra per a dur a terme recerques biomèdiques. Algunes recerques, per exemple, suggereixen que la privació sensorial a curt termini pot induir episodis psicòtics temporals i al·lucinacions, la qual cosa podria ajudar en l'estudi de l'esquizofrènia.

## Record Guiness
La cambra de Microsoft està registrada en el Llibre Guinness dels Rècords com el lloc més silenciós del món, títol que es va adjudicar en 2015 a costa d'una cambra semblant en els laboratoris Orfield, a Minnesota, els Estats Units. Va establir el rècord mundial oficial de silenci quan el nivell de soroll interior es va calcular en -20.6 decibels.